# Gymnopilus aromaticus
Gymnopilus aromaticus là một loài nấm thuộc họ Cortinariaceae. Nó được nhà nghiên cứu về nấm người Mĩ Murrill mô tả lần đầu vào năm 1917.